# 人人彈起世界巡迴演唱會
《人人彈起世界巡迴演唱會》，是香港女子演唱團體Twins第四次世界巡迴開唱。
從2010年4月16日由香港紅磡體育館開始，至2012年6月9日於馬來西亞雲頂高原雲星劇場作為最終場結束本次巡演，而此次巡演場次總共有10場演出。

## 巡演地点
| 日期           | 城市     | 國家           | 地點                 | 表演嘉賓                          |
| -------------- | -------- | -------------- | -------------------- | --------------------------------- |
| 2010年         |          |                |                      |                                   |
| 2010年4月16日  | 香港     | 香港           | 紅磡體育館           | 古巨基、王祖藍                    |
| 2010年4月17日  | 香港     | 香港           | 紅磡體育館           | 容祖兒、蘇永康、許志安            |
| 2010年4月18日  | 香港     | 香港           | 紅磡體育館           | 草蜢、Boy'z、周麗淇、吳浩康、洪杰 |
| 2010年11月13日 | 澳門     | 澳門           | 金光綜藝館           | Boy'z                             |
| 2011年         |          |                |                      |                                   |
| 2011年9月17日  | 廣州     | 中华人民共和国 | 天河體育中心體育場   | 羅志祥、Boy'z                     |
| 2011年9月21日  | 多倫多   | 加拿大         | 華瑪娛樂演奏廳       |                                   |
| 2011年9月24日  | 康涅狄格 | 美國           | 康州金神大賭場體育館 |                                   |
| 2011年11月25日 | 上海     | 中华人民共和国 | 上海大舞台           | 張杰、Boy'z                       |
| 2012年         |          |                |                      |                                   |
| 2012年5月26日  | 中山     | 中华人民共和国 | 中山市興中体育場     | 林峰、洪卓立                      |
| 2012年6月9日   | 吉隆坡   | 马来西亚       | 雲頂高原雲星劇場     | Boy'z                             |

## 各場演唱之歌曲
香港站
第1場
1. 我們的紀念冊 2. 你講你愛我 3. 熱浪假期 4. 森巴皇后
5. Ichiban興奮 6. 二人世界盃 7. 愛情當入樽 8. 大浪漫主義 9. 你不是好情人 10. 精選
11. 人人彈起 12. 零四好玩 13. 夏日狂嘩 14. 心多 15. 二缺一 16. 小酒窩 18. 士多啤梨蘋果橙
19. 風箏與風 20. 女校男生 21. 眼紅紅 22. 雙失情人節 23. 多謝失戀 24. 丟架 25. 成長
26. 下一站天后 27. 飲歌 28. 相愛6年
29. 戀愛大過天 30. 死性不改(Twins + 古巨基) 31.友共情(Twins + 古巨基) 32.風箏與風 33.明愛暗戀補習社
第2場
1. 我們的紀念冊 2. 你講你愛我 3. 熱浪假期 4. 森巴皇后
5. Ichiban興奮 6. 二人世界盃 7. 愛情當入樽 8. 大浪漫主義 9. 你不是好情人 10. 精選
11. 人人彈起 12. 零四好玩 13. 夏日狂嘩 14. 心多 15. 二缺一 16. 小酒窩 17. 死性不改(Twins+Boy'z) 18. 士多啤梨蘋果橙
19. 風箏與風(伍樂城 Piano Solo) 20. 女校男生 21. 眼紅紅 22. 雙失情人節 23. 多謝失戀 24. 丟架 25. 成長
26. 下一站天后 27. 飲歌 28. 相愛6年
29. 戀愛大過天 30. 風箏與風(Twins+許志安 蘇永康) 31. 朋友仔(Twins+容祖兒) 32. 幼稚園 33. 明愛暗戀補習社
第3場
1. 我們的紀念冊 2. 你講你愛我 3. 熱浪假期 4. 森巴皇后
5. Ichiban興奮 6. 二人世界盃 7. 愛情當入樽 8. 大浪漫主義 9. 你不是好情人 10. 精選
11. 人人彈起 12. 零四好玩 13. 夏日狂嘩 14. 心多 15. 二缺一 16. 小酒窩 17. 士多啤梨蘋果橙
19. 風箏與風(伍樂城 Piano Solo) 20. 女校男生 21. 眼紅紅 22. 雙失情人節 23. 多謝失戀 24. 丟架 25. 成長
26. 下一站天后 27. 飲歌 28. 相愛6年
29. 戀愛大過天 30. 千金 (Twins+容祖兒) 31. 心花怒放 (Twins+容祖兒) 32. 跅跅步哈姆太郎 (Twins+容祖兒) 33. 朋友仔 34. 幼稚園 35. 冬令時間 36. 明愛暗戀補習社 37. 風箏與風

澳門站
1. 我們的紀念冊 2. 你講你愛我 3. 熱浪假期 4. 森巴皇后
5. Ichiban興奮 6. 二人世界盃 7. 愛情當入樽 8. 大浪漫主義 9. 你不是好情人 10. 精選
11. 人人彈起 12. 零四好玩 13. 夏日狂嘩 14. 下一站天后
15. 風箏與風(Piano Solo) 16. 女校男生 17. 眼紅紅 18. 雙失情人節 19. 多謝失戀 20. 丟架 21. 成長 22. 生日歌 23.相愛6年
24. 戀愛大過天 25. 死性不改(Twins+Boy'z) 26.風箏與風 27.明愛暗戀補習社

廣州站
1. 我們的紀念冊 2. 你講你愛我 3. 熱浪假期 4. 森巴皇后
5. Ichiban興奮 6. 二人世界盃 7. 愛情當入樽 8. 大浪漫主義 9. 你不是好情人 10. 精選
11. 人人彈起 12. 零四好玩 13. 夏日狂嘩 14.組合情歌 Medley : The best is yet to come/ 阿波羅/ 燕尾蝶/ 天生一對/ 永遠愛著你/ 想你/ 天梯/ 飲歌 15. 死性不改(Twins+Boy'z) 15. Ready to Go(Twins+Boy'z)
16. 風箏與風(Piano Solo) 17. 女校男生 18. 眼紅紅 19. 雙失情人節 20. 多謝失戀 21. 丟架 22. 成長 23.相愛6年
24.3650 25.小酒窩(Twins+羅志祥) 26.愛瘋頭(羅志祥) 27.風箏與風 28. 下一站天后 29.明愛暗戀補習社

美國站
1. 我們的紀念冊 2. 你講你愛我 3. 熱浪假期 4. 森巴皇后
5. Ichiban興奮 6. 二人世界盃 7. 愛情當入樽 8. 大浪漫主義 9. 你不是好情人
10. 人人彈起 11. 零四好玩 12. 夏日狂嘩 14.組合情歌 Medley : The best is yet to come/ 阿波羅/ 燕尾蝶/ 天生一對/ 永遠愛著你/ 想你/ 天梯/ 飲歌
15. 女校男生 16. 眼紅紅 17. 雙失情人節 18. 多謝失戀 19. 丟架 20. 成長 21.相愛6年
22.風箏與風 23.下一站天后 24.3650 25.明愛暗戀補習社

上海站
1. 我們的紀念冊 2. 你講你愛我 3. 熱浪假期 4. 森巴皇后
5. Ichiban興奮 6. 二人世界盃 7. 愛情當入樽 8. 星光游乐园 9. 我很想爱他 10. 莫斯科没有眼泪
11. 人人彈起 12. 零四好玩 13. 夏日狂嘩 14.Talk to me 15. 3650 16.死性不改(Twins+Boy'z) 15. Ready to Go(Boy'z)
16. 風箏與風(Piano Solo) 17. 女校男生 18. 眼紅紅 19. 雙失情人節 20. 多謝失戀 21. 丟架 22. 成長 23.相愛6年
24.Melody-上海灘/叉燒包/給我一個吻 25.小酒窩(Twins+張杰) 26.最接近天堂的地(張杰) 27. 下一站天后 28.風箏與風 29.戀愛大過天 30.明愛暗戀補習社

中山站
1.我們的紀念冊 2.你講你愛我 3.熱浪假期 4.森巴皇后
5.人人彈起 6.零四好玩 7.夏日狂嘩 8.星光遊樂園 9.小酒窩
10.ICHIBAN興奮 11.二人世界杯 12.愛情當入樽 13.旅行書 14.大過天 15.死性不改(Gil+洪卓立) 16.勿忘草(洪卓立)
17.女校男生 18.眼紅紅 19.雙失情人節 20.多謝失戀 21.丟架 22.相愛6年
23.3650 24.一直都在(Sa+林峰) 25.愛不疚(林峰) 26.風箏與風 27.下一站天后 28.戀愛大過天 29.明愛暗戀補習社

吉隆坡站
1.我們的紀念冊 2.你講你愛我 3.熱浪假期 4.森巴皇后
5.人人彈起 6.零四好玩 7.夏日狂嘩 8.星光遊樂園 9.小酒窩
10.ICHIBAN興奮 11.二人世界杯 12.愛情當入樽 13. 旅遊書 14.大過天 15.死性不改(Twins+Boy'z) 16.Ready to Go（Boyz）
17.女校男生 18.眼紅紅 19.雙失情人節 20.多謝失戀 21.丟架 22.相愛6年
23.3650 24.風箏與風 25.戀愛大過天 26.明愛暗戀補習社
27.飲歌 28.精選 29.下一站天后